# Ivaïlo Kalfin
Ivaïlo Gueorguiev Kalfin (en bulgare : Ивайло Георгиев Калфин), né le 30 mai 1964 à Sofia, est un homme d'État bulgare membre de l'Alternative pour la renaissance bulgare (ABV).

## Biographie

### Engagement politique

#### Ministre et député européen
Ministre des Affaires étrangères de la Bulgarie entre 2005 et 2009, il siège de 2009 à 2014 au Parlement européen, au sein du groupe social-démocrate S&D. Diplômé en finances internationales, il travaille principalement à la commission des Budgets et en tant que coordonnateur des affaires budgétaires pour le groupe socialiste.
Il est candidat du Parti socialiste bulgare (BSP) à l'élection présidentielle bulgare de 2011, qu'il  perd au second tour, avec 47,44 % des suffrages, à 5% derrière le président élu Plevneliev.

#### Adhésion à l'ABV
En janvier 2014 Gueorgui Parvanov, a déclaré son intention de créer un nouveau parti, l'Alternative pour la renaissance bulgare (ABV), et de présenter une liste pour les élections européennes, qui sera dirigée par Kalfin. Ce dernier met en avant le fait que le prix des compromis qui sont faits par le gouvernement socialiste au nom « de la coalition, des hommes d'affaires puissants et riches, et en raison des conflits et ambitions personnelles », est très élevé.
Le 7 novembre 2014, Ivaïlo Kalfin est nommé vice-Premier ministre, chargé des Politiques démographiques et sociales, et ministre du Travail et des Politiques sociales dans le gouvernement de coalition du conservateur Boïko Borissov. Il annonce sa démission, du fait du retrait de l'ABV de la coalition gouvernementale, le 10 mai 2016. Celle-ci est acceptée huit jours plus tard et il cède ses fonctions à l'une de ses adjointes, Zornitsa Roussinova.